# Черняховский, Евгений Григорьевич
Евге́ний Григо́рьевич Черняхо́вский (1873, с. Мазепинцы — 1938, Киев) — российский, советский и украинский хирург, травматолог, доктор медицины. Профессор, первый ректор Киевского медицинского института. Первый врач в Киеве, который сделал операцию на сердце.

## Биография
Евгений Григорьевич Черняховский родился в 1873 году в селе Мазепинцы в семье приходского священника. Родной брат А. Г. Черняховского.
Изучал медицину в Университете св. Владимира, после окончания которого работал врачом-интерном хирургического отделения Александровской городской больницы под руководством Н. М. Волковича.
В 1903 году Е. Г. Черняховский сменил Н. М. Волковича на посту руководителя хирургического отделения. Как свидетельствуют отчёты о работе хирургического отделения, в 1903—1904 г.г. Е. Г. Черняховский произвёл 554 разнообразные операции, в том числе на органах брюшной полости, сердце и кровеносных сосудах, по поводу травм, опухолей и т. д. Результаты его хирургической деятельности были неплохими — послеоперационная летальность составляла 13,5 %, общая — около 8 %. В 1908 году Е. Г. Черняховский был избран научным секретарём только что созданного Киевского хирургического общества. В 1911 году защищает докторскую диссертацию, а в 1914 году получает звание профессора.
В 1920 году на базе медицинского факультета Киевского университета был создан медицинский институт, и Е. Г. Черняховский стал его первым ректором. Одновременно с 1921 по 1922 г.г. он заведовал кафедрой общей хирургии, а в 1923 году сменил своего учителя Н. М. Волковича и до 1929 года возглавлял кафедру факультетской хирургии.
В 1929 году по ложному обвинению органами ГПУ был арестован старший брат Е. Г. Черняховского, профессор-гистолог А. Г. Черняховский, и Е. Г. Черняховский был уволен с должности заведующего кафедрой. На его место назначают В. И. Гедройц, в 1921 году лично приглашенную Е. Г. Черняховским в новый мединститут и с 1926 по 1929 годы заведовавшую институтскими клиниками.
Но в 1930 году и она была уволена, причем без права на пенсию.
О последних годах жизни Е. Г. Черняховского ничего не известно. Скончался в 1938 году, похоронен на Лукьяновском кладбище.

## Научная деятельность
Разрабатывал вопросы военно-полевой хирургии, травматологии, асептики, сердечно-сосудистой хирургии, онкологии, гнойной хирургии. На протяжении всей жизни Евгений Григорьевич отдавал в работе предпочтение украинскому языку.

## Основные труды
- Черняховский Е. Г. Десять случаев перелома тазовых костей. — М.: «Товарищество скоропечати А. А. Левенсон», 1902.
- Черняховский Е. Г. Саркома пяточной кости. — М.: «Товарищество скоропечати А. А. Левенсон», 1905.
- Черняховский Е. Г. Случай зашивания раны сердца. — М.: «Товарищество скоропечати А. А. Левенсон», 1905.
- Черняховский Е. Г. Краткий отчёт по Хирургическому отделению Киевской городской больницы. — Киев, 1906.
- Черняховский Е. Г. К вопросу о дуоденальном диабете. — Киев: «Типография Университета св. Владимира», 1910.
- Черняховский Е. Г. Современное состояние хирургии кровеносных сосудов (Речь, произнесённая на V торжественном собрании Киевского хирургического общества 18 ноября 1913 года). — Киев: «Типография Г. Я. Глоубермана», 1910.